# François Ier du Kongo
François Ier (Mpudi a Nzinga Mvemba en kikongo, Francisco Ier en portugais) est le quatrième roi chrétien du Kongo en 1545

## Contexte
Francisco est un neveu de Pierre Ier, et par conséquent un petit-fils d'Alphonse Ier par sa mère. Il succède à Pierre Ier lorsque ce dernier est chassé du trône.
Il aurait été aussi zélé que ses deux prédécesseurs pour la propagation de la foi et l'extinction des croyances non chrétiennes. Toutefois son règne est bref car dès 1545 il meurt et est remplacé par son frère Dom Diogo dont le premier document connu est daté du 15 août 1546

## Voir
- Liste des Manikongo du Kongo

## Sources
- (en) Anne Hilton, The Kingdom of Kongo (Oxford Studies in African Affairs), New York, Clarendon Press of Oxford University Press, 1985, Fig 1 p. 86 &  Fig 2 p. 132
- (en) & (de) Peter Truhart, Regents of Nations, K.G Saur Münich, 1984-1988  (ISBN 359810491X), Art. « Costal States / Küstenstaaten », Bakongo (Kongo) p. 238.
- Dictionnaire d'orfèvrerie, de gravure et de ciselure chrétiennes. (3. Encycl. théol., tom.27)., Jacques Rémi A. Texier, 1863.